# Bandiera della Nuova Caledonia
La bandiera ufficiale in Nuova Caledonia è il tricolore francese. Ciononostante è molto in voga fra la popolazione l'uso di un vessillo ideato dal Fronte di liberazione nazionale canaco e socialista (FLNKS), un partito politico che lotta per l'indipendenza dell'isola. Nel luglio 2010 al tricolore francese è stato ufficialmente affiancato il vessillo del FLNKS.

## Storia
Questa bandiera fu adottata dal partito nel 1980 ed è composta di tre fasce orizzontali di uguali dimensioni. Dall'alto verso il basso i colori sono il blu (Pantone 286c), rosso (Pantone 032c) e verde (Pantone 347c) con la presenza di un cerchio di colore giallo (Pantone 102c) dal diametro la cui lunghezza è due terzi dell'altezza della bandiera e spostato verso il lato del pennone. Il cerchio è bordato di nero e al suo interno è un disegno dello stesso colore.
Il blu simboleggia il cielo e soprattutto l'oceano che circonda l'isola. Il rosso rappresenta il sangue versato dai canachi durante la loro lotta per l'indipendenza, il socialismo e l'unità. Il verde simboleggia infine la terra e, per estensione, gli antenati seppelliti sotto di essa.
Il disco giallo rappresenta il sole mentre il disegno al suo interno è una flèche faitière, un tipo di freccia che adorna i tetti delle case del posto.